# مذبحة أمانغكورات الأول للعلماء
مذبحة أمانغكورات الأول للعلماء (بالإندونيسية: Pembantaian ulama oleh Sultan Amangkurat I) كان قتلًا جماعيًا ارتكب في إقليم سلطنة ماتارام في أحد الأيام من عام 1648. تم قتل ما بين 5000 و6000 من العلماء وأفراد أسرهم في أقل من ثلاثين دقيقة. هذه المذبحة أمر بها السلطان أمانغكورات الأول من أجل الانتقام، قبل أن يحاول شقيقه الأصغر الأمير عليت الإطاحة به. على الرغم من فشل هذا الانقلاب وقتل الأمير عليت خلال الفوضى التي أعقبت ذلك، فإن أمانغكورات كان يقصد القضاء على جميع المجموعات التي يُزعم أنها كانت تتآمر مع شقيقه الأصغر للإطاحة به.
أثناء التخطيط لهذه المذبحة، أراد السلطان أن يضمن عدم اكتشاف العقل المدبر الحقيقي وراء المذبحة. أصدر تعليماته إلى أربعة من رجاله الأيمنين لتنفيذ الخطة، كانوا كل من: الأمير أريا وتومينجونج ناتاييرناوا وتومينجونج سوراناتا ونغابيهي وياباترا. وفقا للمؤرخ إتش. جي. دي غراف أراد أمانغكورات أن يطهير العلماء جسديًا بالكامل. كانت بداية المذبحة نفسها تشير إلى نيران مدفعية من القصر. فشلت المصادر المحلية في توثيق تفاصيل هذه المجزرة والمصدر الموثوق الوحيد المتاح هو مذكرة من ضابط من ريجكلوف فان غوينز يعمل في شركة الهند الشرقية الهولندية والذي تم إرساله إلى ماتارام في ذلك الوقت.
حاول أمانغكورات التستر على تورطه في هذه المذبحة. في اليوم التالي بعد القتل تظاهر بأنه غاضب ومتفاجئ. زعم العلماء أن يكون مسؤولاً عن وفاة الأمير عليت وأجبر ثمانية قادة على الاعتراف «بجريمتهم» بالتخطيط للإطاحة بالسلطان. تم ذبح هؤلاء الرجال الثمانية مع أفراد عائلاتهم.